# Спациани, Мария Луиза
Мария Луиза Спациани (итал. Maria Luisa Spaziani, 21 июня 1922, Турин — 30 июня 2014, Рим) — итальянская поэтесса.

## Биография
Дочь фабриканта. Закончила Туринский университет, защитила под руководством Фердинандо Нери диплом по творчеству Пруста. Ещё на студенческой скамье издавала маленький журнал, где печатала Умберто Сабу, Сандро Пенну, Васко Пратолини, Вирджинию Вулф (писательница прислала ей с дарственной надписью главу из романа Волны). В 1949 познакомилась с Эудженио Монтале, ободрившим и поддержавшим её в начале литературного пути (позже, в 1995, была опубликована их переписка). С 1953 не раз бывала во Франции, культура которой (включая творчество Ронсара, Марселины Деборд-Вальмор, Верлена, Ива Бонфуа) ей чрезвычайно близка. Также не раз бывала в США. Вообще много путешествовала (Великобритания, Бельгия, Греция, СССР). Постоянно жила в Риме. Много лет преподавала французскую литературу в университете города Мессина.
Переводила с английского, французского, немецкого (Гёте, Расин, Флобер, Франсис Жамм, Андре Жид, Маргерит Юрсенар, Мишель Турнье, Сол Беллоу и др.).

## Публикации

### Стихи
- Весна в Париже/ Primavera a Parigi, Milano, All’insegna del pesce d’oro, 1954
- Le acque del sabato, Milano, Arnoldo Mondadori Editore, 1954
- Luna lombarda, Venezia, N. Pozza, 1959
- Il gong , Milano, Arnoldo Mondadori Editore, 1962
- Utilità della memoria, Milano, Arnoldo Mondadori Editore, 1966
- Глаз бури/ L’occhio del ciclone, Milano, Arnoldo Mondadori Editore, 1970
- Ultrasuoni, Samedan, Munt press, 1976
- Transito con catene, Milano, Arnoldo Mondadori Editore, 1977
- Poesie, Milano, Arnoldo Mondadori Editore, 1979
- Геометрия беспорядка/ Geometria del disordine, Milano, Arnoldo Mondadori Editore, 1981 (Премия Виареджо)
- La stella del libero arbitrio, Milano, Arnoldo Mondadori Editore, 1986
- Жанна д’Арк/ Giovanna D’Arco, поэма, Milano, Arnoldo Mondadori Editore, 1990
- Torri di vedetta, Milano, Crocetti, 1992
- I fasti dell’ortica, Milano, Arnoldo Mondadori Editore, 1996
- La radice del mare, Napoli, Tullio Pironti editore, 1999
- La traversata dell’oasi, poesie d’amore 1998—2001, Milano, Arnoldo Mondadori Editore, 2002
- La luna è già alta, Milano, Arnoldo Mondadori Editore, 2006
- L’incrocio delle mediane, Genova, San Marco dei Giustiniani, 2008
- «L’opera poetica», Milano, Mondadori, 2012

### Проза
- Женщины в поэзии/ Donne in poesia, воображаемые интервью, Venezia, Marsilio, 1992
- La freccia, новеллы, Venezia, Marsilio, 2000
- Montale e la Volpe, автобиографические тексты, Milano, Arnoldo Mondadori Editore, 2011

### Пьесы
- La vedova Goldoni (2000, рус. пер. 2014)
- La ninfa e il suo re
- Teatro comico e no  (1992)

### Эссе
- Marcel Proust e altri saggi di letteratura francese , 1959
- Il teatro francese del Seicento , 1960
- Ronsard fra gli astri della Pleiade, Torino, Eri, 1972
- Racine e il «Bajazet» , Roma, Lo faro, 1973
- Il teatro francese del settecento, Roma, Lo faro, 1974
- Il teatro francese dell’Ottocento, Roma, Lo faro, 1975
- Il teatro francese del Novecento, Messina, EDAS, 1976

## Признание
Лауреат нескольких национальных премий по литературе (премия Виареджо, 1981, премия Десси и премия Бранкати, обе — 1996) и за перевод (премия Гринцане Кавур, 1999). Её собственные произведения переведены более чем на 20 языков. В 1990, 1992, 1997 выдвигалась кандидатом на Нобелевскую премию. Орден «За заслуги перед Итальянской Республикой» (2003).

## Публикации на русском языке
- Стихотворения/ Пер. Евг. Солоновича. М.: Радуга, 2004
- Вдова Гольдони, пьеса
- В Журнальном зале
- Стихи последних лет
- Интервью Александра Сергиевского